# Филиппон, Арман
Арман Филиппон (фр. Armand Philippon; 1761—1836) — французский военный деятель, дивизионный генерал (1811 год), барон (1810 год), участник революционных и наполеоновских войн. Имя генерала выбито на Триумфальной арке в Париже.

## Биография
Родился в семье торговца Шарля Филиппона (фр. Charles Philippon; 1717—) и его супруги Франсуазы Дрели (фр. Françoise Drely; 1723—). Согласно его акту о крещении от 28 августа 1761 года, на самом деле его звали Аманд (фр. Amand).
Начал военную службу 15 апреля 1778 года простым солдатом в Лотарингском пехотном полку в лагере Параме. 16 апреля 1785 года был произведён в капралы. 1 ноября 1786 года стал сержантом. 15 апреля 1790 года – старшим сержантом.
9 августа 1792 года был избран сослуживцами капитаном 7-го батальона волонтёров Бек д՚Амбеса. Сражался в 1792-93 годах в составе Северной армии под началом генералов Жозефа Сервана и Леонара Мюллера. Затем был переведён в Армию Западных Пиренеев генерала Монсе. Прославился при захвате испанского поста Ирурсум, где во главе 600 солдат выбил с позиции двухтысячный неприятельский гарнизон, убил более 400 врагов, пленил подполковника, 17 офицеров и 37 нижних чинов. За эти действия 9 июня 1794 года был награждён званием полковника штаба и назначен начальником штаба дивизии левого крыла. В 1795 году переведён в Западную армию. 7 сентября 1796 года получил отпуск для излечения ран. 15 ноября 1798 года возвратился к активной службе с назначением  командиром 87-й полубригады линейной пехоты. 20 апреля 1800 года был ранен пулей в шею в деле у Финале в Лигурии. Состоя в Армии Граубюндена, находился с полубригадой в 1801 году в Вале, в 1802 году в Швейцарии и в 1802-03 годах в Италии.
В 1803 году женился на Анне д՚Амман (фр. Anne Marie Reine d'Amman; 1785—1862).
24 сентября 1803 года 87-я полубригада была расформирована, и 10 октября 1803 года Арман получил под своё начало 54-й полк линейной пехоты в составе дивизии Риво Армии Ганновера. С 29 августа 1805 года в 1-м армейском корпусе Великой Армии. Принимал участие в кампаниях 1805-07 годов, сражался при Аустерлице, Любеке, Морунгене и Фридланде. 7 сентября 1808 года 1-й корпус был переведён в Испанию. Был дважды ранен 28 июля 1809 года при Талавере. Отличился при осаде Кадиса. 
21 июня 1810 года произведён в бригадные генералы и служил в дивизии Жирара. 19 февраля 1811 года отличился при Геборе. 11 марта 1811 года назначен губернатором Бадахоса. С 3 по 14 мая 1811 года стойко выдержал осаду крепости британскими войсками под командой генерала Бересфорда. Филиппон защищал подступы к крепости с помощью обходных вылазок, а также укреплений или контрподходов, которые очень затрудняли продвижение осаждающих. 10 мая он совершил вылазку с 1200 бойцами, захватил траншею и разрушил её, прежде чем отступить. 12 мая генерал Бересфорд, узнав, что маршал Сульт продвигается на помощь Бадахосу, решил снять осаду и сосредоточить свои силы для сражения при Ла-Альбуэре 16 мая. Когда англичане приходят в движение, генерал Филиппон совершает вылазку во главе гарнизона и разбивает на части португальский полк лёгких войск, который находится в последней линии. 18 мая генерал Бересфорд снова осадил город. Филиппону удаётся продлить оборону на достаточно долгий срок, чтобы дать маршалу Сульту время прийти на помощь. 6 и 9 июня французский гарнизон сумел отбить две атаки. Осаждающие, отчаявшись захватить этот город, в ночь на 17-е сожгли свои осадные припасы, а утром 18 июня сняли осаду Бадахоса.
9 июля 1811 года получил звание дивизионного генерала в награду за своё поведение. 16 марта 1812 года войска Веллингтона снова блокировали крепость. 3 апреля Арман был ранен. 6 апреля англичане предприняли штурм и после ожесточённого сопротивления гарнизона овладели Бадахосом, причём жестокость городских боёв достигла таких масштабов, что солдат удалось успокоить только через два дня. Генерал Филиппон заперся с несколькими людьми в церкви, где он держался какое-то время, но отсутствие боеприпасов заставили его и остальную часть гарнизона сдаться в плен 7 апреля. Сначала его доставили в Лиссабон, а затем отправили в Англию, где он поселился в Освестри. Однако, в июле 1812 года он покинул Освестри, и с помощью контрабандистов из Сассекса, вернулся во Францию.
1 августа 1812 года возвратился к службе и был вызван в расположение Великой Армии. 23 марта 1813 года был назначен командиром 1-й пехотной дивизии, которая 7 апреля была включена в состав 1-го армейского корпуса. Сражался в Богемии под командой генерала Вандамма, и 29 августа попал в плен под Кульмом. 15 сентября 1813 года получил свободу, возвратился на родину и 15 января 1814 года вышел в отставку.
Умер генерал 4 мая 1836 года в Париже в возрасте 74-х лет.

## Воинские звания
- Рядовой (15 апреля 1778 года);
- Капрал (16 апреля 1785 года);
- Сержант (1 ноября 1786 года);
- Старший сержант (15 апреля 1790 года);
- Капитан (9 августа 1792 года);
- Полковник штаба (9 июня 1794 года, утверждён 13 июня 1795 года);
- Бригадный генерал (21 июня 1810 года);
- Дивизионный генерал (9 июля 1811 года).

## Титулы
- Барон Филиппон и Империи (фр. baron Philippon et de l'Empire; декрет от 19 марта 1808 года, патент подтверждён 11 июля 1810 года)[2].

## Награды
Легионер ордена Почётного легиона (11 декабря 1803 года)
 Офицер ордена Почётного легиона (14 июня 1804 года)
 Коммандан ордена Почётного легиона (22 ноября 1808 года)
 Кавалер военного ордена Святого Людовика (24 августа 1814 года)